# William Nelson (Politiker, 1784)
William Nelson (* 29. Juni 1784 in Hyde Park, New York; † 3. Oktober 1869 in Peekskill, New York) war ein US-amerikanischer Jurist und Politiker. Zwischen 1847 und 1851 vertrat er den Bundesstaat New York im US-Repräsentantenhaus.

## Leben
William Nelson wurde ungefähr ein Jahr nach dem Ende des Unabhängigkeitskrieges in Hyde Park geboren. Er besuchte Gemeinschaftsschulen und graduierte an der Poughkeepsie Academy. Nelson studierte Jura, bekam seine Zulassung als Anwalt und begann dann 1807 in Peekskill zu praktizieren. Er war 30 Jahre lang Bezirksstaatsanwalt in den Countys Putnam, Rockland und Westchester. Während dieser Zeit saß er in den Jahren 1820 und 1821 in der New York State Assembly und zwischen 1824 und 1827 im Senat von New York. Ferner war er zwischen 1824 und 1827 Richter am Court for the Correction of Errors. Politisch gehörte er der Whig Party an.
Bei den Kongresswahlen des Jahres 1846 für den 30. Kongress wurde Nelson im siebten Wahlbezirk von New York in das US-Repräsentantenhaus in Washington, D.C. gewählt, wo er am 4. März 1847 die Nachfolge von Joseph H. Anderson antrat. Er wurde einmal wiedergewählt und schied dann nach dem 3. März 1851 aus dem Kongress aus.
Nach seiner Kongresszeit nahm er seine Tätigkeit als Anwalt wieder auf. Er verstarb ungefähr vier Jahre nach Ende des Bürgerkriegs am 3. Oktober 1869 in Peekskill und wurde auf dem Hillside Cemetery beigesetzt. 